# Liste des WWE Divas Champions
Le WWE Divas Championship est un championnat féminin de catch, détenu par la WWE. La création du titre a été annoncée le 6 juin 2008 par la directrice de SmackDown, Vickie Guerrero, en complément du WWE Women's Championship de Raw. Le mot "Divas" fait référence au pseudonyme WWE Diva, que la WWE utilise pour ses catcheuses féminines. Le 19 septembre 2010, lors du pay-per-view Night of Champions, la championne féminine Michelle McCool bat la championne des Divas Melina pour unifier le titre féminin et le titre des Divas. 
Le titre connait actuellement 26 règnes, pour un total de 17 championnes différentes, et fut également vacant une fois.

## Historique du titre

### Historique du nom
| Nom                            | Durée                              |
| ------------------------------ | ---------------------------------- |
| WWE Divas Championship         | 6 juin 2008 - 19 septembre 2010    |
| WWE Divas Championship         | 5 octobre 2010 - 3 avril 2016      |
| WWE Unified Divas Championship | 19 septembre 2010 - 5 octobre 2010 |

### Historique des règnes
| #  | Championne      | Règne | Date              | Jours     | Ville                         | Évènement                    | Notes | Réf.   |
| -- | --------------- | ----- | ----------------- | --------- | ----------------------------- | ---------------------------- | --- | ------ |
| 1  | Michelle McCool | 1     | 20 juillet 2008   | 155 jours | Uniondale                     | The Great American Bash 2008 | Bat Natalya en finale du tournoi inaugurale pour devenir la première championne. | [ 1 ]  |
| 2  | Maryse          | 1     | 22 décembre 2008  | 216 jours | Toronto                       | SmackDown                    | Diffusé le 26 décembre 2008. Maria était l'arbitre spéciale du match. Le titre devient exclusif à Raw le 13 avril 2009 à la suite du draft de Maryse. | [ 2 ]  |
| 3  | Mickie James    | 1     | 26 juillet 2009   | 78 jours  | Philadelphie                  | Night of Champions 2009      | Remporte pour la première fois le championnat des divas . | [ 3 ]  |
| 4  | Jillian Hall    | 1     | 12 octobre 2009   | 0 jour    | Indianapolis                  | Raw                          | Elle a connu le règne le plus court. | [ 4 ]  |
| 5  | Melina          | 1     | 12 octobre 2009   | 84 jours  | Indianapolis                  | Raw                          | Devient championne quelques minutes après le gain du titre de Jillian Hall. | [ 4 ]  |
| —  | Vacant          | 1     | 4 janvier 2010    | 49 jours  | Dayton                        | Raw                          | À la suite d'une blessure de Melina. |        |
| 6  | Maryse          | 2     | 22 février 2010   | 49 jours  | Indianapolis                  | Raw                          | Bat Gail Kim en finale d'un tournoi. Elle devient la première femme à remporter le titre deux fois. | [ 5 ]  |
| 7  | Eve Torres      | 1     | 12 avril 2010     | 69 jours  | Londres                       | Raw                          | Elle est la première et la seule à avoir remporté le championnat des divas à Londres. | [ 5 ]  |
| 8  | Alicia Fox      | 1     | 20 juin 2010      | 56 jours  | Uniondale, New York           | Fatal 4-Way 2010             | Dans un Fatal Four Way match qui incluait également Maryse et Gail Kim. | [ 6 ]  |
| 9  | Melina          | 2     | 15 août 2010      | 35 jours  | Los Angeles                   | SummerSlam 2010              | Elle l'a remporté dans sa ville natale . | [ 7 ]  |
| 10 | Michelle McCool | 2     | 19 septembre 2010 | 63 jours  | Rosemont, Illinois            | Night of Champions 2010      | Dans un Lumberjack match. Le championnat féminin de McCool était également en jeu. Après cette victoire, le titre est renommé WWE Unified Divas Championship pendant un temps. Layla se considérant comme co-championne avec Michelle McCool, elle pouvait également défendre le titre. | .      |
| 11 | Natalya         | 1     | 21 novembre 2010  | 70 jours  | Miami                         | Survivor Series 2010         | Dans un Handicap match. | [ 9 ]  |
| 12 | Eve Torres      | 2     | 30 janvier 2011   | 71 jours  | Boston                        | Royal Rumble 2011            | Dans un Fatal Four Way match qui incluait également Layla et Michelle McCool. | [ 10 ] |
| 13 | Brie Bella      | 1     | 11 avril 2011     | 70 jours  | Bridgeport                    | Raw                          | Elle le remporte après une distraction de sa sœur Nikki Bella . | [ 11 ] |
| 14 | Kelly Kelly     | 1     | 20 juin 2011      | 104 jours | Baltimore                     | Raw                          | Elle le remporte dans une spéciale édition de raw (Power to the people) . | [ 12 ] |
| 15 | Beth Phoenix    | 1     | 2 octobre 2011    | 204 jours | La Nouvelle-Orléans           | Hell in a Cell 2011          | Elle le remporte pour la première fois dans sa carrière. | [ 13 ] |
| 16 | Nikki Bella     | 1     | 23 avril 2012     | 6 jours   | Détroit                       | Raw                          | Dans un Lumberjack match | [ 14 ] |
| 17 | Layla           | 1     | 29 avril 2012     | 140 jours | Rosemont, Illinois            | Extreme Rules 2012           | Elle faisait son retour le même soir . | [ 15 ] |
| 18 | Eve Torres      | 3     | 16 septembre 2012 | 120 jours | Boston                        | Night of Champions 2012      | Établit le record du plus grand nombre de règnes. | [ 16 ] |
| 19 | Kaitlyn         | 1     | 14 janvier 2013   | 153 jours | Houston                       | Raw                          | Si Eve perd par disqualification ou décompte à l'extérieur, elle perd le titre.Elle remporté le titre dans sa ville natale | [ 17 ] |
| 20 | AJ Lee          | 1     | 16 juin 2013      | 295 jours | Rosemont, Illinois            | Payback 2013                 | Elle a connu le second règne le plus long (295 jours). | [ 18 ] |
| 21 | Paige           | 1     | 7 avril 2014      | 84 jours  | La Nouvelle-Orléans,Louisiane | Raw                          | Remporte le titre dès son premier soir à Raw. Devient la plus jeune championne de l'histoire du titre, à 21 ans. | [ 19 ] |
| 22 | AJ Lee          | 2     | 30 juin 2014      | 48 jours  | Hartford, Connecticut         | Raw                          | Elle faisait son retour le même soir. | [ 20 ] |
| 23 | Paige           | 2     | 17 août 2014      | 35 jours  | Los Angeles, Californie       | SummerSlam (2014)            | Elle devient championne pour la seconde fois dans sa carrière. | [ 21 ] |
| 24 | AJ Lee          | 3     | 21 septembre 2014 | 63 jours  | Nashville, Tennessee          | Night of Champions (2014)    | Dans un Triple Threat match qui inclut également Nikki Bella. Elle égale le record du nombre de règnes d'Eve Torres. | [ 22 ] |
| 25 | Nikki Bella     | 2     | 23 novembre 2014  | 301 jours | Saint-Louis, Missouri         | Survivor Series (2014)       | Elle a connu le règne le plus long. | [ 23 ] |
| 26 | Charlotte       | 1     | 20 septembre 2015 | 196 jours | Houston, Texas                | Night of Champions (2015)    | | [ 24 ] |
| -  | Désactivé       | —     | 3 avril 2016      | —         | Dallas, Texas                 | WrestleMania 32              | Lors de WrestleMania 32, WWE Hall of Fame Lita annonce que le vainqueur du Triple Threat Match entre Charlotte, Becky Lynch et Sasha Banks serait couronné la nouvelle WWE Women's Championship                                                                                         |        |

## Règnes combinés
|  | Travaille toujours à la WWE |

| Rang | Champion        | Règnes | Jours combinés |
| ---- | --------------- | ------ | -------------- |
| 1.   | AJ Lee          | 3      | 406            |
| 2.   | Nikki Bella     | 2      | 307            |
| 3.   | Maryse          | 2      | 265            |
| 4.   | Eve Torres      | 3      | 260            |
| 5.   | Michelle McCool | 2      | 218            |
| 6.   | Beth Phoenix    | 1      | 204            |
| 7.   | Charlotte Flair | 1      | 196            |
| 8.   | Kaitlyn         | 1      | 153            |
| 9.   | Layla           | 1      | 140            |
| 10.  | Melina          | 2      | 119            |
| 10.  | Paige           | 2      | 119            |
| 12.  | Kelly Kelly     | 1      | 104            |
| 13.  | Mickie James    | 1      | 78             |
| 14.  | Brie Bella      | 1      | 70             |
| 14.  | Natalya         | 1      | 70             |
| 16.  | Alicia Fox      | 1      | 56             |
| 17.  | Jillian Hall    | 1      | 0 (5 minutes)  |